# 陶陶次区
陶陶次区，是匈牙利科马罗姆-埃斯泰尔戈姆州的一个次区，总面积306.69平方公里，总人口40314人（2007年1月1日），人口密度131.4人/平方公里。中心城市为陶陶。

## 历史
2013年匈牙利的175个次区被新的区份取代，陶陶次区成为陶陶区。

## 辖区
陶陶次区包含10个市镇。